# 假睛东方鲀
假睛东方鲀（学名：Takifugu pseudommus）为輻鰭魚綱魨形目四齒魨亞目四齒鲀科东方鲀属的鱼类。分布于日本九州、朝鲜以及中国东海、黄海等海域。该物种的模式产地在苏州。
本魚體呈圓筒形，被覆由鱗片特化的細棘；口小。體背深褐色且有許多圓的白色斑點分布。一個大的具白邊的黑色大斑塊在胸鰭正後方。尾鰭截形，背鰭軟條16-18枚;臀鰭軟條13-15枚，體長可達35公分。非食用魚，卵巢、肝臟、皮膚及腸子具有河豚毒素。